# Cateria
Sous-ordre
Famille
Genre
Cateria est un genre de Kinorhynches, le seul de la famille des Cateriidae et du sous-ordre des Cryptorhagina.
Ce sont de petits invertébrés faisant partie du meiobenthos.

## Liste des espèces
Selon World Register of Marine Species (6 févr. 2011) :
- Cateria gerlachi Higgins, 1968
- Cateria styx Gerlach, 1956

## Publication originale
- Gerlach, 1956 : Über einen aberranten Vertreter der Kinorhynchen aus dem Küstengrundwasser. Kieler Meeresforschungen, vol. 12, n. 1, p. 120-124.
- Higgins, 1968 : Taxonomy and postembryonic development of the Cryptorhagae, a new suborder for the mesopsammic Kinorhynch genus Cateria. Transactions of the American Microscopical Society, vol. 87, n. 1, p. 21-39.